# برايان فرانس
برايان فرانس (بالإنجليزية: Brian France)‏ هو شخصية أعمال أمريكي، ولد في 2 أغسطس 1962 في دايتونا بيتش في الولايات المتحدة.

## وصلات خارجية
- برايان فرانس على موقع الموسوعة البريطانية (الإنجليزية)
- برايان فرانس على موقع إن إن دي بي (الإنجليزية)